# Carrer de Blanquerna
El carrer de Blanquerna és un carrer situat a la ciutat de Palma, capital de la Comunitat Autònoma de les Illes Balears. Porta el nom d'una obra de Ramon Llull, un dels creadors del català literari, el Llibre de Blanquerna. El carrer està situat en el Districte Nord de la ciutat i travessa el barri de Bons Aires. S'estén de l'Avinguda Comte de Sallent fins a la Plaça de París i té una longitud total de 700 metres. Fins a la meitat del segle xx només estava urbanitzat fins al carrer del Pare Bartomeu Pou.
La Síquia de la Vila (que canalitza aigua de la Font de la Vila) seguia el curs d'aquest carrer i, a l'altura de Pere Martell, hi havia un dels molins d'aigua que accionava la síquia, el molí de Can Brusca. Arribada a les murades, superava el vall per mitjà d'un aqüeducte i l'aigua es repartia a partir del punt més alt de la ciutat, pel carrer de Sant Miquel i resseguint la murada cap a ponent, fins a l'Hort d'en Moranta.
De 2009 ençà i després d'una remodelació, es tracta d'un carrer per vianants al qual els cotxes tenen l'accés restringit.